# Спас Эммануил

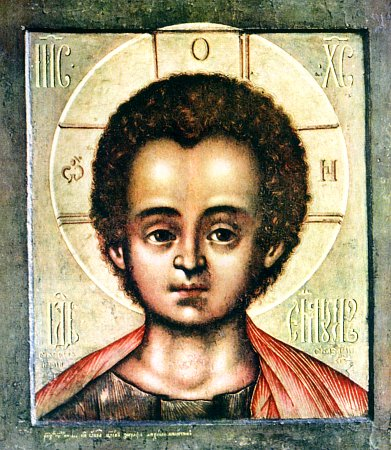
Симон Ушаков. Спас Эммануил. 1668. Государственный Русский музей, Санкт-Петербург

Спас Эммануил, или Еммануил (греч. Εμμανουηλ, от др.-евр. עמנו אל‬ — «с нами Бог») — иконографический тип, представляющий Христа в отроческом возрасте.
По традициям иконописи Иисуса Христа принято изображать в возрасте проповедничества, около 30-и лет. Исключение из этой традиции составляют 2 типа икон:
- Первый тип — различные вариации на сюжет Рождества. На иконах этого типа Иисус Христос изображается младенцем в яслях.
- Второй тип — иконы, изображающие Иисуса Христа в детском или отроческом возрасте. Такие иконы относятся к иконографии Спаса Эммануила.

Иконография Спаса Эммануила основана на отдельных библейских сюжетах и, с точки зрения христианской догматики, неоднозначна.
Иконографический образ Спаса Эммануила связан с пророчеством Исаия. 7:14:
Итак Сам Господь даст вам знамение: се, Дева во чреве приимет и родит Сына, и нарекут имя Ему: Еммануил.
На рубеже Ветхого и Нового Заветов это пророчество было приведено ангелом Иосифу:

Родит же Сына, и наречёшь Ему имя Иисус… А всё сие произошло, да сбудется речённое Господом через пророка, который говорит: се, Дева во чреве приимет и родит Сына и нарекут ему имя Еммануил, что значит: с нами Бог.
— Мф. 1:21—23
Таким образом, образ Спаса Эммануила утверждает, что Глава Церкви, Иисус Христос, — тот самый Мессия, о пришествии которого Бог сообщал на протяжении всего ветхозаветного периода.
Образ Спаса Эммануила подчёркивает реальность соединения во Христе двух природ — Божественной и человеческой. Утверждая, что младенец Христос был и Истинным Богом, Царём Неба и земли, икона разоблачает ересь Нестория, отрицавшего Божество Иисуса до Крещения. Образ также воспроизводит истину о реальности вочеловечивания Сына Божия, отвергая при этом ересь докетов, пытавшихся доказать, что Сын Божий в действительности не был человеком, а только призрачно представал перед людьми в человеческом облике. Икона же ясно показывает, что Христос жил и рос как человек.
Тип Христа Эммануила как самостоятельное изображение возник в VI веке на мозаиках Сан-Витале. Такое же самостоятельное изображение этот иконографический тип приобрёл в ранних домонгольских оглавных (оплечных) «Ангельских деисусах», где Спас Эммануил изображён с предстоящими ангелами. Тема Эммануила, «рождённого, несотворённого», развивалась в иконографии XIV века в византийском и балканском искусствах.
Имя Эммануил присваивается любым изображениям Христа-отрока как самостоятельным, так и в составе более сложных композиций икон, например, Богоматерь с Младенцем (Ярославская Оранта, около 1218 года, собрание Государственной Третьяковской галереи), Собор Архангелов (XIV век, Третьяковская галерея).
Отрок Христос изображается в хитоне и гиматии со свитком в руках. Образ Христа-отрока отмечен «печатью духовной зрелости. Черты лица неоформленны, по-детски полны. Волосы волнисты, высокий лоб широк, взгляд не по возрасту серьёзен» (икона «Спас Эммануил». Фёдор Романов, 1909 год, Мстёра). Передача детей как маленьких взрослых вообще характерна для иконописи, но взгляду Эммануила свойственна особая недетская серьёзность. Упор на детские черты и «живоподобие» Младенца Христа проявляется с XIV века под влиянием западной живописи.
В русской иконописи образ Спаса Эммануила чаще всего встречался в оплечном варианте изображения, например, в середине трёхчастного «Ангельского деисуса» (около 1190 года, коллекция Государственной Третьяковской галереи). Особое развитие получили небольшие иконы Спаса Эммануила в XVI веке.

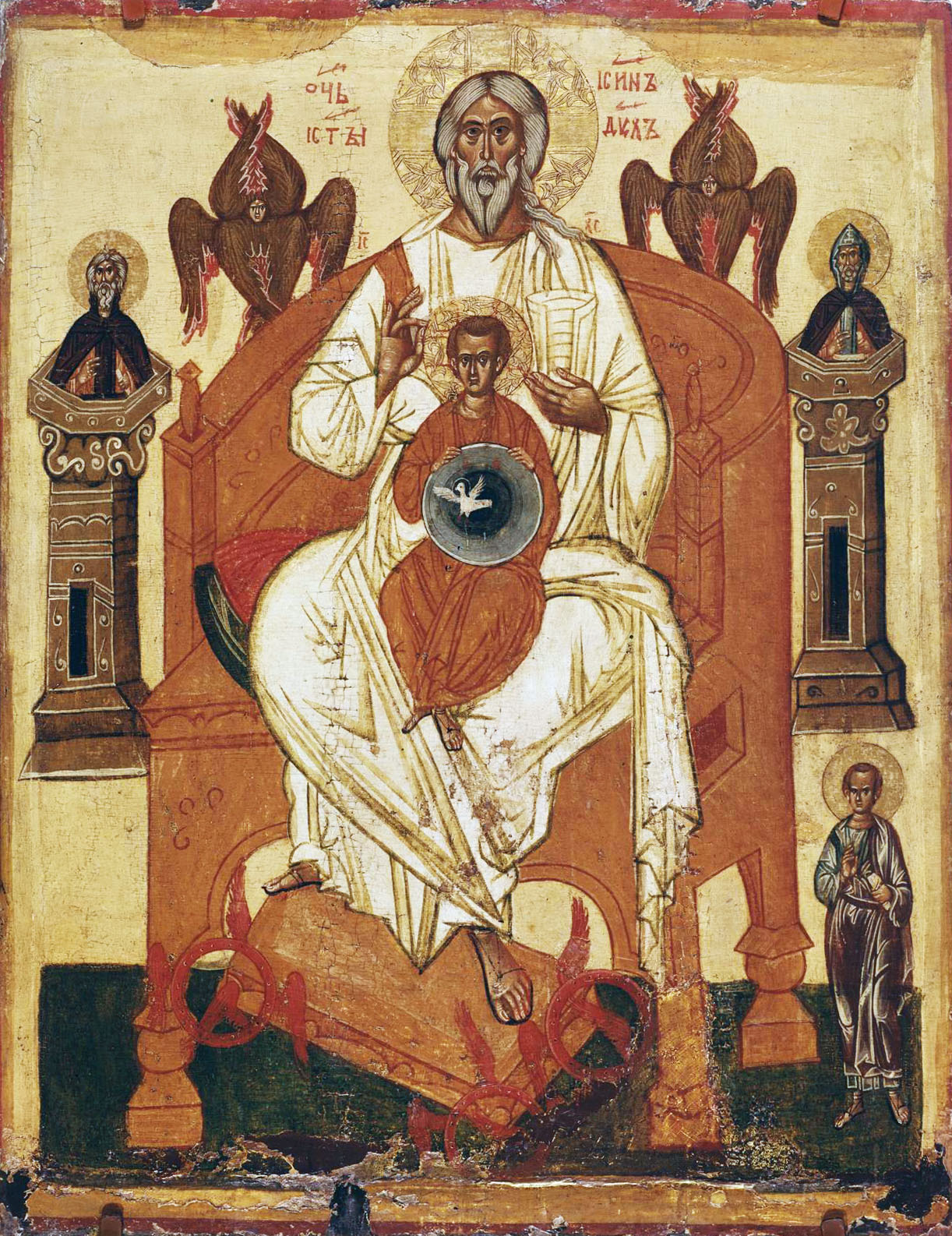
Спас Эммануил на иконе «Отечество». Конец XIV века. Новгородская школа. Государственная Третьяковская галерея, Москва
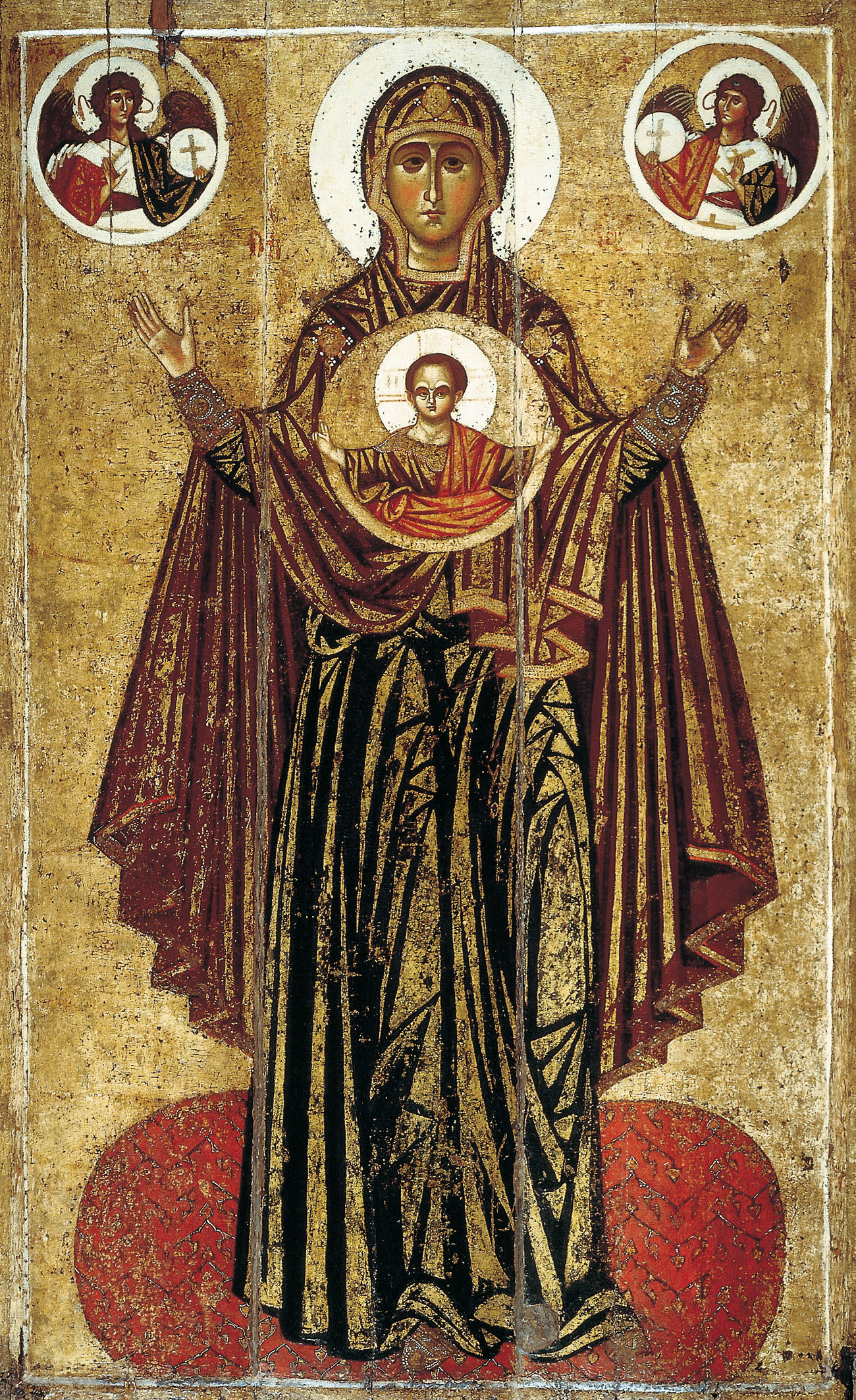
Спас Эммануил на иконе Богородицы Оранты. Ярославская Оранта Великая Панагия из Спасо-Преображенского собора в Ярославле. Ок. 1218. Государственная Третьяковская галерея, Москва
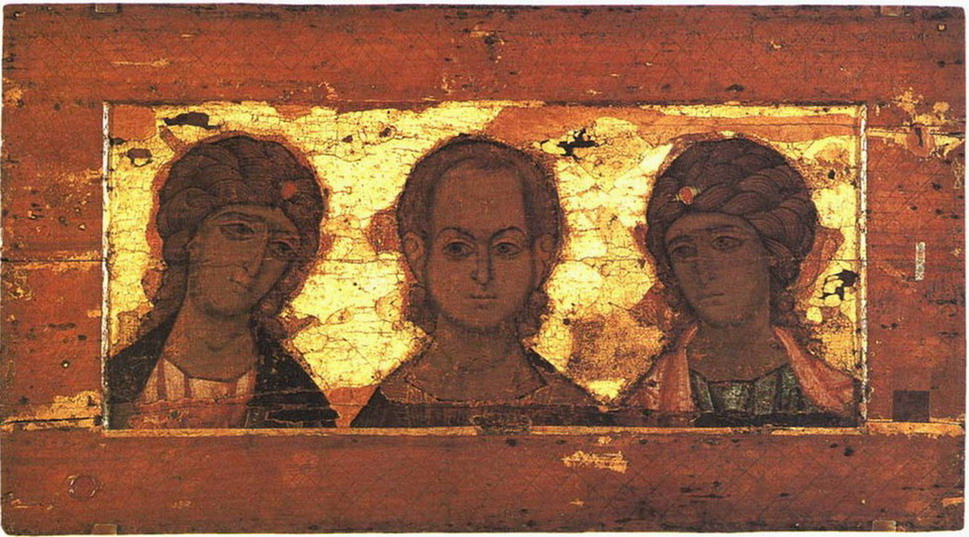
Спас Эммануил с ангелами (оглавный «Ангельский деисус»). Из иконостаса Успенского собора Московского Кремля. Ок. 1190 года. Владимиро-суздальская школа (?). Государственная Третьяковская галерея, Москва